# Resnik (månkrater)
För andra betydelser, se Resnik (olika betydelser).
Resnik är en nedslagskrater på månens baksida. Resnik har fått sitt namn efter den amerikanska astronauten Judith Resnik.
Kratern hette tidigare Borman X.